# TQG
«TQG» (акроним от «Te Quedó Grande») — песня колумбийских певиц Кароль Джи и Шакиры. Песня была выпущена 24 февраля 2023 года на лейбле Universal Music Latino в качестве пятого сингла с четвертого студийного альбома Кароль Джи, Mañana Será Bonito (2023).
Он стал первым синглом Кароль Джи и Шакиры, занявшим первое место в Billboard Global 200. Он также дебютировал на седьмом месте в американском чарте Billboard Hot 100, став первым синглом из первой десятки для Кароль Джи и шестым для Шакиры. Самый высокий дебют испанского женского трека позволил занести его в Книгу рекордов Гиннесса.
Песня стала третьей женской совместной работой Шакиры после «Beautiful Liar» с Бейонсе в 2007 году и «Can’t Remember to Forget You» с Рианной в 2014 году. Это также одна из песен, выпущенных с 2022 году, которая связана с разводом певицы и Жерара Пике, наряду с «Monotonía» (2022) и «Shakira: Bzrp Music Sessions, Vol. 53» (2023).

## История
Первые слухи о сотрудничестве колумбийских певиц Кароль Джи и Шакиры начали циркулировать в январе 2023 года. 14 февраля Шакира поздравила Кароль Джи с днём рождения в социальных сетях, подобно тому, как она сделала это для своего предыдущего сотрудничества с Bizarrap для 53 тома его музыкальных сессий. Сообщалось, что песня содержит послания их бывшим парням, пуэрто-риканский рэперу Ануэлю АА и испанскому футболисту и чемпиону мира Жерару Пике.

## Отзывы
Алексис Петридис из The Guardian высоко оценил эфирную атмосферу, которой обладает «TQG», «хотя, честно говоря, она немного приторна». Эрнесто Лехнер из Rolling Stone назвал песню «неудовлетворительной», заявив: «Её долгожданный трек с колумбийской иконой Шакирой, „TQG“, кажется неудовлетворительным, особенно учитывая, что он появился всего через несколько недель после цирка в СМИ, который окружал массивный новый трек Шакиры с Bizarrap».

## Награды и номинации
В списке лучших песен 2023 года журнала Rolling Stone сингл «TQG» занял 28 место.
| Год  | Церемония                    | Награда                                 | Результат | Ссылка |
| ---- | ---------------------------- | --------------------------------------- | --------- | ------ |
| 2023 | Premios Juventud             | Girl Power Track                        | Победа    | [ 12 ] |
| 2023 | Premios Juventud             | Best Urban Track                        | Победа    | [ 12 ] |
| 2023 | Premios Juventud             | Best Pop/Urban Collaboration            | Победа    | [ 12 ] |
| 2023 | Premios Juventud             | Social Dance Challenge                  | Победа    | [ 12 ] |
| 2023 | Premios Tu Música Urbano     | Collaboration of the Year               | Номинация | [ 13 ] |
| 2023 | Heat Latin Music Awards      | Best Collaboration                      | Номинация | [ 14 ] |
| 2023 | MTV Millennial Awards        | Global Hit of the Year                  | Победа    | [ 15 ] |
| 2023 | MTV Video Music Awards       | Best Collaboration                      | Победа    | [ 16 ] |
| 2023 | MTV Video Music Awards       | Best Latin                              | Номинация | [ 16 ] |
| 2023 | Billboard Latin Music Awards | Hot Latin Song of the Year              | Номинация | [ 17 ] |
| 2023 | Billboard Latin Music Awards | Hot Latin Song of the Year, Vocal Event | Номинация | [ 17 ] |
| 2023 | Billboard Latin Music Awards | Sales Song of the Year                  | Номинация | [ 17 ] |
| 2023 | Billboard Latin Music Awards | Airplay Song of the Year                | Номинация | [ 17 ] |
| 2023 | Billboard Latin Music Awards | Latin Pop Song of the Year              | Номинация | [ 17 ] |
| 2023 | Latin Grammy Awards          | Song Of The Year                        | Номинация |        |
| 2023 | Latin Grammy Awards          | Best Urban Fusion/Performance           | Победа    |        |
| 2023 | Latin Grammy Awards          | Best Urban Song                         | Номинация |        |
| 2023 | NRJ Music Awards             | International Collaboration of the Year | Номинация | [ 18 ] |
| 2023 | MTV Europe Music Awards      | Best Collaboration                      | Победа    |        |
| 2023 | Los 40 Music Awards          | Best Video                              | Номинация | [ 19 ] |
| 2023 | Los 40 Music Awards          | Best Urban Collaboration                | Номинация | [ 19 ] |
| 2023 | Latino Music Awards          | Song of the Year                        | Победа    | [ 20 ] |
| 2023 | Latino Music Awards          | Best Urban Song                         | Номинация | [ 20 ] |
| 2023 | Latino Music Awards          | Viral Song                              | Победа    | [ 20 ] |
| 2023 | Latino Music Awards          | Best Urban Music Video                  | Победа    | [ 20 ] |
| 2023 | Billboard Music Awards       | Top Latin Song                          | Номинация | [ 21 ] |
| 2023 | Premios Musa                 | International Latin Song of the Year    | Ожидается | [ 22 ] |
| 2023 | Premios Musa                 | Internatinoal Collaboration of the Year | Ожидается | [ 22 ] |

## Чарты
Песня «TQG» дебютировала на 7 месте в чарте Billboard Hot 100 от 11 марта 2023 года, став первым для Кароль Джи и шестым хитом для Шакиры, попавшим в Топ-10.
В чарте Billboard Hot Latin Songs песня дебютировала на первом месте, став шестым номером один для Кароль Джи (первый был в 2018) и тринадцатым номером один в этом чарте для Шакиры (с 1998).
В Billboard Global 200 песня также дебютировала на вершине чарта на неделе от 11 марта 2023 года, став как для Кароль Джи, так и для Шакиры первой песней номер один в глобальном хит-параде.

### Еженедельные чарты
| Чарт (2023)                         | Высшая позиция |
| ----------------------------------- | -------------- |
| Боливия (Monitor Latino)            | 1              |
| Канада (Billboard Canadian Hot 100) | 33             |
| Чили (Billboard)                    | 1              |
| Чили (Monitor Latino)               | 1              |
| Колумбия (Billboard)                | 1              |
| Колумбия (Monitor Latino)           | 1              |
| Сальвадор (Monitor Latino)          | 1              |
| Мир (Billboard Global 200)          | 1              |
| Венгрия (Single Top 40)             | 13             |
| Ирландия (IRMA)                     | 40             |
| Италия (FIMI)                       | 44             |
| Латинская Америка (Monitor Latino)  | 1              |
| Мексика (Billboard)                 | 1              |
| Нидерланды (Single Tip)             | 1              |
| Новая Зеландия (RMNZ)               | 24             |
| Панама (Monitor Latino)             | 2              |
| Панама (PRODUCE)                    | 1              |
| Португалия (AFP)                    | 12             |
| Пуэрто-Рико (Monitor Latino)        | 1              |
| Испания (PROMUSICAE)                | 1              |
| Швейцария (Schweizer Hitparade)     | 5              |
| Великобритания (UK Singles Chart)   | 88             |
| США (Billboard Hot 100) ·           | 7              |
| США (Billboard Hot Latin Songs)     | 1              |
| США (Billboard Latin Airplay)       | 14             |
| США (Billboard Rhythmic)            | 33             |

## Сертификации
| Регион                                                                      | Сертификация  | Продажи       |
| --------------------------------------------------------------------------- | ------------- | ------------- |
| Бразилия (ABPD)                                                             | 3× Платиновый | 120 000       |
| Канада (Music Canada)                                                       | Золотой       | 40 000        |
| Франция (SNEP)                                                              | Платиновый    | 200 000       |
| Италия (FIMI)                                                               | Платиновый    | 100 000       |
| Польша (ZPAV)                                                               | Золотой       | 25 000        |
| Португалия (AFP)                                                            | Платиновый    | 10 000        |
| Испания (PROMUSICAE)                                                        | 9× Платиновый | 540 000       |
| Швейцария (IFPI Switzerland)                                                | Золотой       | 10 000        |
| Стриминг                                                                    |               |               |
| Мир                                                                         | —             | 1,180,000,000 |
| Данные о продажах + прослушиваниях приведены только на основе сертификации. |               |               |